# Milano-Modena 1933
La Milano-Modena 1933, ventiquattresima edizione della corsa, si svolse il 1º ottobre 1933 su un percorso di 298,2 km con partenza a Milano e arrivo a Modena. Fu vinta dall'italiano Bernardo Rogora, che completò il percorso in 8h52'30" precedendo i connazionali Nino Sella e Renato Scorticati. Conclusero la prova 15 dei 43 ciclisti al via.
Organizzata dall'U.C. Modenese, la corsa fu valida come quinta e ultima prova del Campionato italiano 1933.

## Percorso
La prova prese il via da Rogoredo e si avviò verso la Via Emilia attraversando Melegnano, Lodi (km 26), Casalpusterlengo e Piacenza (km 63). A Fidenza si ebbe la prima deviazione, verso Salsomaggiore Terme (km 110) e sulla salita di Sant'Antonio fino a Pellegrino Parmense; da lì si discese, via Varano de' Melegari e Fornovo di Taro (km 150), fino a Parma (km 168). Si proseguì lungo la Via Emilia fino a Reggio Emilia (km 194), ove il percorso deviò nuovamente per salire verso Pecorile e Casina, e scollinare nei pressi di Felina (680 m s.l.m.); da lì, si transitò da Carpineti e si discese via Baiso, Castellarano e Sassuolo per giungere al campo sportivo di Modena dopo 298,2 km di corsa.

## Ordine d'arrivo
| Pos. | Corridore          | Squadra        | Tempo    |
| ---- | ------------------ | -------------- | -------- |
| 1    | Bernardo Rogora    | Gloria         | 8h52'30" |
| 2    | Nino Sella         | Olympia        | a 4'00"  |
| 3    | Renato Scorticati  | -              | s.t.     |
| 4    | Orlando Teani      | U.S. Massese   | a 5'10"  |
| 5    | Faliero Masi       | U.S. Sestese   | a 11'30" |
| 6    | Alfredo Bovet      | Bianchi        | s.t.     |
| 7    | Walter Generati    | U.S. Moden.    | a 13'00" |
| 8    | Antonio Pesenti    | Dei            | a 13'50" |
| 9    | Carlo Romanatti    | U.S. Legnan.   | s.t.     |
| 10   | Giovanni Cazzulani | S.C. Genova    | s.t.     |
| 11   | Augusto Como       | S.S. Aquila F. | s.t.     |
| 12   | Carlo Moretti      | Dei            | s.t.     |
| 13   | Learco Guerra      | Maino          | a 20'00" |
| 14   | Eugenio Gestri     | Bianchi        | s.t.     |
| 15   | Vasco Bergamaschi  | Maino          | s.t.     |